# San Luca Evangelista
San Luca Evangelista, även benämnd San Luca Evangelista a Via Prenestina, är en kyrkobyggnad och titelkyrka i Rom, helgad åt den helige evangelisten Lukas. Kyrkan är belägen vid Largo di San Luca Evangelista i närheten av Via Prenestina i quartiere Prenestino-Labicano och tillhör församlingen San Luca Evangelista.
Kyrkan förestås av stiftspräster.

## Historia
Kyrkan uppfördes åren 1956–1957 efter ritningar av arkitekterna Lucio Passarelli och Vincenzo Passarelli och konsekrerades den 20 juni 1957 av ärkebiskop, sedermera kardinal, Luigi Traglia.
Fasaden har en högrelief, utförd av Angelo Biancini. Reliefen visar scener som förknippas med den helige Lukas och Lukasevangeliet: 
- Lukas visar på Jungfru Maria och Jesusbarnet med änglar
- Lukas med evangelistsymbolen oxen
- Den tolvårige Jesus i templet
- Jesus stillar stormen
- Pauli resor
- Kristus grips
- Kristus döms
- Jesus och den rike unge mannen
- Den förlorade sonen
- Den besatte och svinhjorden

I interiören har Biancini även utfört korsvägens stationer i emalj samt Bebådelse-triptyken i keramik. Ovanför högaltaret hänger ett förgyllt bronskrucifix.

## Titelkyrka
Kyrkan stiftades som titelkyrka med namnet San Luca a Via Prenestina av påve Paulus VI år 1969.
Kardinalpräster
- Antonio Poma: 1969–1985
- José Freire Falcão: 1988–2021

## Bilder
| - Fasadens högrelief. - Bebådelsen. - Apostlar. |

## Kommunikationer
- Tunnelbanestation – Roms tunnelbana, linje  Malatesta
- Busshållplats – Roms bussnät, linje 545
- Busshållplats – Roms bussnät, linje 81 412 nMC